# جولیو سوپرتی فورگا
جولیو سوپرتی فورگا (انگلیسی: Giulio Superti-Furga؛ زادهٔ ۱۷ مهٔ ۱۹۶۲) دانشمند در زمینه اهل ایتالیا است.